# Belästigung der Allgemeinheit
Belästigung der Allgemeinheit (§ 118 OWiG, alte Bezeichnung: grober Unfug) ist nach deutschem Recht eine Handlung, die geeignet ist, den äußeren Bestand der öffentlichen Ordnung unmittelbar zu stören oder zu beeinträchtigen, so dass die Öffentlichkeit belästigt wird. Hierfür kann nach § 17 eine Geldbuße zwischen 5 und 1000 Euro verhängt werden, wobei in nicht unerheblichen Fällen auch die wirtschaftlichen Verhältnisse des Täters in Betracht kommen.

## Rechtliche Bedeutung
Die Subsidiaritätsklausel des § 118 Abs. 2 OWiG ordnet die Norm anderen Ordnungswidrigkeiten nach. Es handelt sich insofern um einen Auffangtatbestand, um Verhaltensweisen zu sanktionieren, die von anderen Ordnungswidrigkeitstatbeständen nicht erfasst werden.
Der Normzweck der Vorschrift ist dabei, unverändert, der Schutz der öffentlichen Ordnung. § 118 OWiG soll damit solche Verhaltensweisen sanktionieren, die derart gegen anerkannte Regeln von Sitte, Anstand und Ordnung in einem Ausmaß verstoßen, dass die Allgemeinheit unmittelbar gefährdet oder belästigt und zugleich die öffentliche Ordnung dadurch (zumindest potenziell) beeinträchtigt wird.
Da der Tatbestand der Norm jedoch weiterhin sehr unbestimmt gefasst ist, wird bei der Rechtsanwendung vorwiegend auf herausgearbeitete Kasuistik zurückgegriffen.

## Beispielfälle
Als grober Unfug bzw. als Belästigung der Allgemeinheit wurden beispielsweise bereits folgende Verhaltensweisen betrachtet:
- Unbekleideter Aufenthalt, wo derartige Begegnung nicht zu erwarten ist, derart, dass anderen der Anblick des nackten Körpers aufgedrängt wird[4]
- Defäkieren auf der Straße
- Bespritzen der Passanten durch zu schnelles Fahren mit dem Auto durch eine Pfütze[5]
- Beschmierung von Häuserwänden mit Graffiti (Urteile von 1951;[6] seit dem 39. Strafrechtsänderungsgesetz von 2005 ist das dauerhafte Beschmieren von Häuserwänden als Sachbeschädigung strafbar, so dass die subsidiäre Norm des § 118 OWiG auf derartige Fälle heute keine Anwendung mehr findet)
- Störung einer Filmvorführung, die erlaubt ist[7]
- unzüchtiges Betasten eines anderen[8] (fühlt sich auch die betastete Person dadurch belästigt, liegt seit dem 50. Strafrechtsänderungsgesetz von 2016 eine nach § 184i StGB strafbare sexuelle Belästigung vor)
- Hilferufe (Feuer!), ohne dass Gefahr vorliegt[9] (seit 1975 kommt Bestrafung nach § 145 Absatz 1 Nr. 2 StGB in Betracht)
- unwahre Presseveröffentlichungen, die zu einer Beunruhigung der Öffentlichkeit führen können[10]
- scherzhafter, aber unwahrer Hinweis bei einer Flughafenkontrolle auf eine vermeintliche Bombe im Gepäck[11] (hier kommt aber auch Bestrafung wegen Störung des öffentlichen Friedens durch Androhung von Straftaten bzw. Vortäuschen einer Straftat in Betracht)
- Störung eines offiziellen Gelöbnisses der Bundeswehr[12]
- Hissen einer Reichskriegsflagge, wenn dies als Symbol von Ausländerfeindlichkeit oder nationalsozialistischer Weltanschauung dient[13]
- Teilnahme an einem unangemeldeten sogenannten Fanmarsch, bei dem in der belebten Innenstadt Hassparolen gerufen werden, sofern Vorsatz vorliegt[14]

Strittig sind:
- Die Aussage „A.C.A.B.“ (für all cops are bastards) – Verfolgung als Belästigung der Allgemeinheit nach dem Oberlandesgericht Frankfurt am Main möglich, sofern die für eine Strafbarkeit wegen Beleidigung notwendige Individualisierung des Adressaten fehle;[15] generell gegen die Verfolgung als Belästigung der Allgemeinheit allerdings das Oberlandesgericht Rostock[16]
- Urinieren in der Öffentlichkeit – bejahend (vorsätzlich vor den Augen der Polizei) das Amtsgericht München;[17] verneinend (am Spülsaum der Ostsee mit dem Rücken zum Strand stehend in Richtung Wasser) das Amtsgericht Lübeck[18]

Nicht als unter den Tatbestand fallend wurde hingegen zum Beispiel Folgendes gesehen:
- Protestveranstaltungen auf Friedhöfen anlässlich von Gedenkfeiern[19]
- Warnung der Verkehrsteilnehmer vor einer polizeilichen Verkehrskontrolle[20]
- Teilnahme an einer Kettenbriefaktion[20]
- Überkleben eines Wahlplakates einer Partei mit einem Wahlplakat einer anderen Partei[20] (hier kommt jedoch Strafbarkeit wegen Sachbeschädigung in Betracht)
- Entgegen früherer Rechtsprechung:[21] Spazieren in Badehose im „Hofraum eines erstklassigen Fremdenhotels“, „obwohl sich […] nur etliche Minuten vom Hotel entfernt eine Badeanstalt befand“[22]

## Entstehungsgeschichte
In der Bundesrepublik Deutschland war „grober Unfug“ bis zum Inkrafttreten des  2. Strafrechtsreformgesetzes am 1. Januar 1975 als Übertretung strafbar. § 360 Abs. 1 Nr. 11 StGB alter Fassung ordnete für eine Übertretung wegen groben Unfugs eine Geldstrafe bis zu 500 Deutsche Mark oder Freiheitsstrafe bis zu 6 Wochen an. Heute ist die Belästigung der Allgemeinheit zu einer Ordnungswidrigkeit heruntergestuft, die nach § 118 OWiG nur mit Geldbuße bewehrt ist. Die Ersatzvorschrift des § 118 OWiG n. F. orientiert sich nunmehr eng an der vorhergehenden Fassung des § 360 Abs. 1 Nr. 11 StGB a. F. Daher darf die bisherige Rechtsprechung zur Vorgängernorm auch für die Auslegung des § 118 OWiG n. F. herangezogen werden.

## Zuständige Verwaltungsbehörde
nach § 36 OWiG (Stand 2024):
- Baden-Württemberg: untere Verwaltungsbehörde (§ 2 OWiZuVO)
- Bayern: Kreisverwaltungsbehörde (§ 87 ZustV)
- Berlin: Landesamt für Bürger- und Ordnungsangelegenheiten (§ 1 Nr. 9 OWi-ZustV)
- Brandenburg: örtliche Ordnungsbehörde, Polizeipräsidium (§ 1 OWiZustV)
- Bremen: Ortspolizeibehörde in Bremen/Magistrat in Bremerhaven (§ 1 Abs. 1 OWiZustV)
- Hamburg: Behörde für Inneres und Sport, Bezirksamt (Nr. II, 3. und 7. OWiZustAnO)
- Hessen: Gemeindevorstand (§ 1 Abs. 1 Nr. 2 MdISOWiZustV)
- Mecklenburg-Vorpommern: Amtsvorsteher/Bürgermeister (§ 1 Abs. 1 OWiG-ZustVO)
- Niedersachsen: Gemeinde (§ 6 ZustVO-OWi)
- Nordrhein-Westfalen: örtliche Ordnungsbehörde, Polizeibehörde (§ 1 OWiZustV)
- Rheinland-Pfalz: Kreisordnungsbehörde (§ 2 Nr. 10 AOBZustLVO)
- Saarland: Landkreise/Regionalverband/Landeshauptstadt/kreisfreie Städte (OWiGZustV)
- Sachsen: Landkreise/kreisfreie Städte (§ 2 OWiZuVO)
- Sachsen-Anhalt: Ausführungs-/Überwachungsbehörde (§ 1 Abs. 1 ZustVO OWi)
- Schleswig-Holstein: Landräte/Bürgermeister der Städte über 20.000 Einwohner (§ 1, Anlage Nr. 2.2.9.1 OWiZustVO)
- Thüringen: Landkreise/kreisfreie Städte (§ 8 Abs. 2 InMinZustV)

## Andere Länder

### Österreich
In Österreich existiert nach Landesrecht der vergleichbare Tatbestand der Anstandsverletzung.

### Schweiz
In der Schweiz finden sich Tatbestände wie unanständiges Benehmen oder grober Unfug.

### USA
In den USA werden Verstöße gegen die öffentliche Sicherheit und Ordnung als Straftat (Disorderly conduct) verfolgt.

## Kritik
Kritiker sehen den § 118 als überkommenes Recht an. Hierbei werden vor allen Dingen die unbestimmten Rechtsbegriffe kritisiert. Somit überlasse dieser Paragraph die Auslegung dem jeweiligen sittlichen Empfinden des Gerichts.